# María Fernanda Castro Maya
María Fernanda Castro Maya, född 1993, är en mexikansk aktivist i frågor om funktionsnedsattas rättigheter. På grund av sin intellektuella funktionsnedsättning gick hon med i organisationen Confederación Mexicana de Organizaciones en Favor de la Persona con Discapacidad Intelectual som arbetar för att garantera funktionsnedsattas rättigheter med stöd av människorättsorganisationen Human Rights Watch.